# Shaun Steels
Shaun Taylor-Steels (22 agosto 1970) è un batterista britannico, ex-membro di My Dying Bride, dopo aver rimpiazzato Bill Law, Anathema e Solstice..
Come uso dei musicisti black metal, Steel utilizza on stage un soprannome, The Winter.
Poco dopo l'uscita di A Line of Deathless Kings, Shaun Taylor-Steels ha annunciato la sua permanente uscita dalla band, a causa di persistenti problemi alla caviglia, con queste parole: